# Йонас Крумрай
Йонас Крумрай (нім. Jonas Krumrey, нар. 25 листопада 2003, Прін-ам-Кімзе) — німецький футболіст, воротар «Ред Булла» (Зальцбург).

## Клубна кар'єра
Вихованець клубу «Розенгайм 1860», з якого у 2016 році Йонас перейшов до молодіжної команди «Баварії» (Мюнхен) на сезон 2016/17. Після року в «Баварії» голкіпер переїхав до Австрії в академію "Ред Булла (Зальцбург), де відтоді пройшов усі вікові рівні.
На сезон 2020/21 він був заявлений до складу фарм-клубу «Ліферінг», де спочатку був третім воротарем після Даніеля Антоша та Адама Стейскала, а після відходу Антоша в січні 2021 року став другим воротарем після Стейскала. Однак німець так і не зіграв жодної гри в своєму першому сезоні на дорослому рівні.
У червні 2021 року німець підписав свій перший професійний контракт із «Ред Буллом» до травня 2024 року. У серпні 2021 року він нарешті дебютував за «Ліферінг» у Другій лізі, вийшовши у стартовому складі проти «Амштеттена» (1:1). 14 червня 2023 року він продовжив свій контракт із зальцбуржцями до 2027 року. Загалом за цю команду провів 57 ігор чемпіонату.
2024 року Крумрай був переведений до першої команди, де став дублером свого співвітчизника Яніса Бласвіха.